# Ibrahim Mahlab
Ibrahim Mahlab (født 12. april 1949) er Egyptens premierminister, han overtog posten den 1. marts 2014. Han har tidligere været boligminister.